# 灌津県
灌津県（かんしん-けん）は、中華人民共和国河北省にかつて存在した県。現在の衡水市武邑県東部に相当する。
前漢により設置された観津県を前身とする。南北朝時代、北魏により灌津県と改称された。北斉により廃止された後、隋朝が成立すると開皇年間に再設置されたが、大業初年に廃止された。